# Élections législatives de 1910 en Guadeloupe
Les élections législatives de 1910 en Guadeloupe ont eu lieu les 24 avril dans le département de la Guadeloupe dans le cadre des élections législatives françaises de 1910, sous la IIIe République.

## Mode de scrutin
La Chambre des députés est composée de 595 sièges pourvus au Scrutin uninominal majoritaire à deux tours, avec au moins un député par arrondissement.
Le mode de scrutin suit la Loi organique du 30 novembre 1875 sur l'élection des députés.
Ainsi l'article 18 précise qu'il faut réunir pour être élu au premier tour :
- la majorité absolue des suffrages exprimés ;
- un nombre de suffrages égal au quart des électeurs inscrits.

Au deuxième tour la majorité relative suffit. En cas d'égalité c'est le plus âgé qui est élu.
Dans le département de la Guadeloupe, deux députés sont à élire.

## Élus
| Circonscription | Député sortant              | Parti ou Nuance | Parti ou Nuance | Groupe                   | Député sortant              | Parti ou Nuance | Parti ou Nuance | Groupe                 |
| --------------- | --------------------------- | --------------- | --------------- | ------------------------ | --------------------------- | --------------- | --------------- | ---------------------- |
| 1re             | Alfred Léon Gérault-Richard |                 | PSF             | Socialiste parlementaire | Alfred Léon Gérault-Richard |                 | PSF             | Républicain socialiste |
| 2e              | Hégésippe Légitimus         |                 | PSF             | Socialiste parlementaire | Hégésippe Légitimus         |                 | PSF             | Républicain socialiste |

## Résultats

### Première circonscription
- Elle regroupe la côte sous-le-vent et le sud de la Basse-Terre, avec les communes de Deshaies, Pointe-Noire, Bouillante, Vieux-Habitants, Baillif, Saint-Claude, Basse-Terre, Gourbeyre, Vieux-Fort, Trois-Rivières, Capesterre-Belle-Eau, Goyave.
- S'y ajoute les trois communes de Marie-Galante, Saint-Barthélémy, Saint-Martin et les deux communes des Saintes.

|                | Alfred Léon Gérault-Richard * | PSF            | 9 098  | 72,28  |  |  |
|                | Raoul Béville                 | Rad            | 1 884  | 14,97  |  |  |
|                | Gratien Candace               | SFIO           | 1 592  | 12,65  |  |  |
|                | Gaston Gerville-Réache        | Rad            | 4      | 0,03   |  |  |
|                |                               |                |        |        |  |  |
| Inscrits       | Inscrits                      | Inscrits       | 18 165 | 100,00 |  |  |
| Votants        | Votants                       | Votants        | 12 600 | 69,36  |  |  |
| Abstention     | Abstention                    | Abstention     | 5 565  | 30,64  |  |  |
| Blancs et nuls | Blancs et nuls                | Blancs et nuls | 13     | 0,10   |  |  |
| Exprimés       | Exprimés                      | Exprimés       | 12 587 | 99,90  |  |  |

### Deuxième circonscription
- Elle regroupe toute la Grande-Terre, plus le nord de la Basse-Terre, avec les communes de Baie-Mahault, Lamentin, Petit-Bourg et Sainte-Rose.
- S'y ajoute la commune insulaire de La Désirade.

|                | Hégésippe Légitimus * | PSF            | 6 734  | 51,75  |  |  |
|                | Achille René-Boisneuf | Rad            | 6 233  | 47,91  |  |  |
|                | Hilaire Mamie         | Soc ind        | 43     | 0,33   |  |  |
|                |                       |                |        |        |  |  |
| Inscrits       | Inscrits              | Inscrits       | 25 754 | 100,00 |  |  |
| Votants        | Votants               | Votants        | 12 959 | 50,32  |  |  |
| Abstention     | Abstention            | Abstention     | 12 795 | 49,68  |  |  |
| Blancs et nuls | Blancs et nuls        | Blancs et nuls | 51     | -0,39  |  |  |
| Exprimés       | Exprimés              | Exprimés       | 13 010 | 100,39 |  |  |

Le total des voix obtenu est supérieur au nombre des votants.
Cette anomalie vient des erreurs de la commission de recensement qui a couvert des fraudes, sans avoir pensé à rendre les résultats réalistes.

## Fraudes
Les candidats élus sont soutenus par l'administration coloniale. Si l'ampleur de la victoire d'Alfred Léon Gérault-Richard l'épargne, la réélection d'Hégésippe Légitimus est d'abord annulée par le bureau de vérification des pouvoirs, puis validée par vote à la Chambre, alors que les fraudes sont avérées et que les chiffres de la commission de recensement sont faux.